# Dikij Kamen'
Dikij Kamen' (in russo Дикий Камень; in finlandese Satasilmä) è una delle isole russe che si trova al confine finlandese nel golfo di Finlandia, nelle acque del mar Baltico. Amministrativamente fa parte del Vyborgskij rajon dell'oblast' di Leningrado, nel Circondario federale nordoccidentale.
Dikij Kamen' si trova tra Malyj Pograničnyj (200 m a nord), Tvërdyj (a est), e Kozlinyj (100 m a sud). Come le altre isole è ricoperta da foreste.